# Tratado de Le Goulet
O Tratado de Le Goulet foi assinado pelos reis João da Inglaterra e Filipe II da França em maio de 1200. Tratava-se de pôr fim à guerra pelo Ducado da Normandia e finalizar as novas fronteiras do que restava do ducado. O tratado foi uma vitória para Filipe ao afirmar suas reivindicações legais de soberania sobre as terras francesas de João. Uma consequência do tratado foi a separação das Ilhas do Canal da Normandia.
Os termos do tratado assinado em Le Goulet, uma ilha no meio do rio Sena perto de Vernon na Normandia, incluíam esclarecimentos sobre as relações feudais que uniam os monarcas. Filipe reconheceu João como rei da Inglaterra, herdeiro de seu irmão Ricardo I, e assim abandonou formalmente seu apoio anterior a Artur I, duque da Bretanha, filho do falecido irmão de João, Geoffrey II da Bretanha. João, entretanto, reconheceu formalmente o novo status dos territórios normandos perdidos, reconhecendo os Condes de Boulogne e Flandres como vassalos dos reis da França, não dos da Inglaterra, e reconheceram Filipe como o suserano das terras continentais no Império Angevino. João também se comprometeu a não apoiar nenhuma rebelião por parte dos condes de Bolonha e Flandres.
Filipe já havia reconhecido João como suserano de Anjou e do Ducado da Bretanha, mas com o tratado de le Goulet ele extorquiu 20 000 marcos como "alívio" em pagamento pelo reconhecimento da soberania de João na Bretanha.
O tratado também incluía concessões territoriais de João a Filipe. O Vexin (com exceção de Les Andelys, onde estava localizado o Château Gaillard, vital para a defesa da região) e o Évrécin na Normandia, bem como Issoudun, Graçay e o feudo de André de Chauvigny em Berry seriam removidos de suserania angevina e colocada diretamente na da França.
O Ducado da Aquitânia não foi incluído no tratado. Ainda era mantido por John como herdeiro de sua mãe ainda viva, Eleanor. O tratado foi selado com uma aliança de casamento entre as dinastias angevina e capetiana. A sobrinha de João, Blanche, filha de sua irmã Leonora e Alfonso VIII de Castela, casou-se com o filho mais velho de Filipe, Luís VIII da França (que viria a ser conhecido como Luís, o Leão). A aliança matrimonial apenas garantiu um regente forte para a minoria de Luís IX da França. Filipe declarou João deposto de seus feudos por não obedecer a uma convocação em 1202 e a guerra estourou novamente. Filipe agiu rapidamente para tomar as terras de John na Normandia, fortalecendo o trono francês no processo.